# Les Basques
Pour les articles homonymes, voir Basque.
Les Basques est une municipalité régionale de comté (MRC) du Québec, dans la région administrative du Bas-Saint-Laurent, créée le 1er avril 1981. Son chef-lieu est la ville de Trois-Pistoles. 
La municipalité régionale de comté emprunte son nom à l'île aux Basques, située en face de Trois-Pistoles, où la présence de pêcheurs basques entre 1580 et 1630 est attestée.

## Géographie

### Municipalités

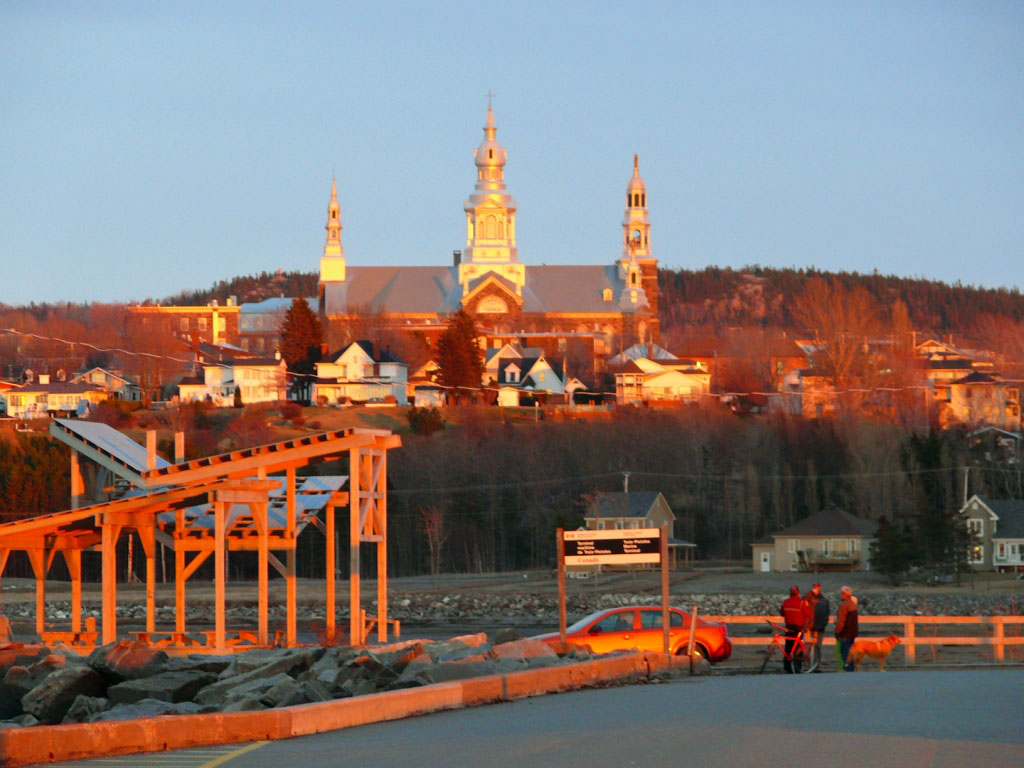
Trois-Pistoles

Les municipalités régionales de comté des Basques comptent onze municipalités locales et un territoire non organisé.
| Nom                     | Statut                        | Population 2021 | Superficie (km2) | Densité (h/km2) | Ref |
| ----------------------- | ----------------------------- | --------------- | ---------------- | --------------- | --- |
| Lac-Boisbouscache       | Territoire non organisé (TNO) | 0               | 101,8            | 0               |     |
| Notre-Dame-des-Neiges   | Municipalité                  | 1 194           | 93,5             | 12,77           |     |
| Saint-Clément           | Municipalité                  | 479             | 79,9             | 5,99            |     |
| Saint-Guy               | Village                       | 76              | 143,1            | 0,53            |     |
| Saint-Jean-de-Dieu      | Municipalité                  | 1 651           | 151,6            | 10,89           |     |
| Saint-Mathieu-de-Rioux  | Municipalité                  | 691             | 115,2            | 6               |     |
| Saint-Médard            | Municipalité                  | 216             | 74,8             | 2,89            |     |
| Saint-Simon-de-Rimouski | Municipalité                  | 455             | 74,3             | 6,12            |     |
| Saint-Éloi              | Municipalité de paroisse      | 310             | 65,9             | 4,7             |     |
| Sainte-Rita             | Municipalité                  | 303             | 131,6            | 2,3             |     |
| Sainte‐Françoise        | Municipalité de paroisse      | 383             | 89,4             | 4,28            |     |
| Trois-Pistoles          | Ville                         | 3 115           | 9,6              | 324,48          |     |
| Total                   | Total                         | 8 873           | 1 130,7          | 7,85            |     |

Le TNO de Boisbouscache couvre une superficie de 148 km². Ce territoire non municipalisé est principalement consacré à l’exploitation forestière, à la villégiature, ainsi qu’à des activités de plein air telles que la chasse, la pêche et la randonnée. Plus récemment, il est devenu un site clé pour les énergies renouvelables, notamment avec l’installation d’éoliennes dans le cadre du projet de parc éolien communautaire Nicolas-Riou.

## Description du milieu physique
Située au centre de la région administrative du Bas-Saint-Laurent, la MRC des Basques se trouve à mi-chemin entre les pôles régionaux de Rimouski et de Rivière-du-Loup. Traversée d'est en ouest par la route 132 et du nord au sud par la route 293, la MRC regroupe 10 municipalités et un TNO. Bordée au nord par le fleuve Saint-Laurent et au sud-ouest par la MRC du Témiscouata, la région bénéficie d’atouts variés, qu’ils soient maritimes, forestiers, agricoles, paysagers, culturels, patrimoniaux ou touristiques.
Le territoire de la MRC appartient à la région géologique des Appalaches et se divise en deux zones distinctes : la plaine du littoral au nord et les contreforts du plateau appalachien au sud. La plaine du littoral, située près du fleuve Saint-Laurent, se caractérise par des sols loameux et sableux favorables à l’agriculture. Elle inclut principalement les municipalités de Saint-Simon-de-Rimouski, Notre-Dame-des-Neiges, Saint-Éloi et Trois-Pistoles. En revanche, les contreforts appalachiens, situés dans la partie sud et est du territoire, présentent un relief vallonné et forestier moins adapté à l’agriculture conventionnelle, mais propice à l’acériculture et à l’exploitation forestière. Ces caractéristiques se retrouvent notamment dans les municipalités de Saint-Mathieu-de-Rioux, Saint-Médard, Saint-Guy et Sainte-Rita, ainsi que dans le TNO Boisbouscache. Au centre et à l’ouest, les plateaux des municipalités de Saint-Jean-de-Dieu et Saint-Clément facilitent la pratique agricole.
Le climat de la MRC des Basques est de type subpolaire subhumide, avec des températures plus froides et des précipitations supérieures à la moyenne du sud du Québec. Les basses terres le long du fleuve bénéficient d’un plus grand nombre de jours sans gel, tandis que les contreforts appalachiens connaissent des étés plus chauds. Cependant, le climat demeure peu favorable à la culture de végétaux nécessitant un fort apport thermique.
La zone agricole occupe 54 % de la superficie totale de la MRC, soit 59 800 hectares, un pourcentage élevé par rapport à la moyenne des MRC du Bas-Saint-Laurent, qui se situe sous les 30 %. Toutes les municipalités possèdent des terres en zone agricole, à l’exception du TNO Boisbouscache.

## Historique de l’occupation du territoire
Le territoire de la MRC des Basques se trouve sur les terres ancestrales du Mi’kmaki et du Wolastokuk, au sein de la confédération Wabanaki. À quelques kilomètres au large de Trois-Pistoles, l’île aux Basques servait de lieu de rencontre entre les peuples autochtones et les marchands basques, navigateurs et chasseurs de baleines expérimentés en Europe. Ces derniers ont occupé l’île dès le XVIe siècle, bien avant la colonisation française, pendant la saison estivale. Ils y chassaient la baleine, une activité lucrative, et y avaient construit des fours pour fondre la graisse des baleines, dont les vestiges sont encore visibles aujourd’hui,.
L’île était également un des premiers lieux de contact et de traite entre Européens et Amérindiens, principalement pour le commerce des fourrures. Sa position stratégique, située à l’intersection de deux grands axes de circulation – est-ouest (le fleuve Saint-Laurent) et nord-sud (Saguenay, rivière Trois-Pistoles, lac Témiscouata) – en faisait une plaque tournante du commerce régional. Cependant, en 1600, le roi de France Henri IV accorda aux Français le monopole de la traite des fourrures, marquant le début du déclin des activités basques, qui prirent fin vers 1630.
Ce riche héritage culturel et commercial a inspiré la MRC, qui, dès sa création dans les années 1980, a adopté le nom « des Basques » pour mettre en valeur cet aspect de son histoire.

## Portrait sociodémographique

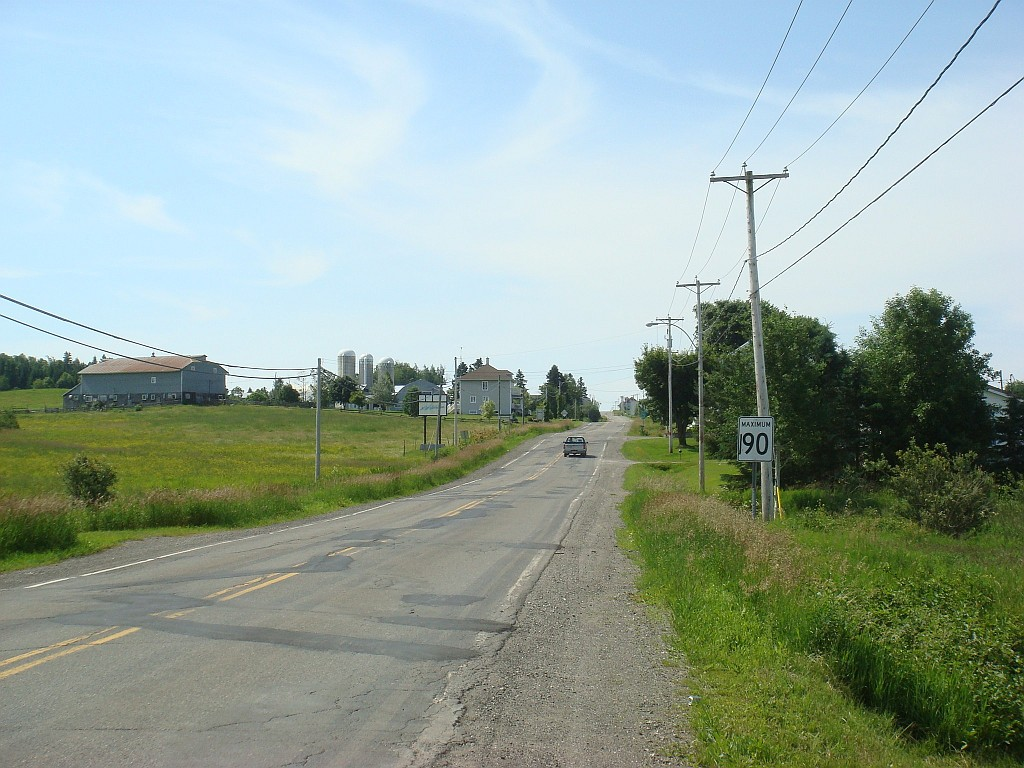
La route 293 à Saint-Jean-de-Dieu

### Démographie
La MRC des Basques est une des MRC les moins peuplées du Québec et l'une des plus pauvres. Territoire essentiellement rural, sa croissance démographique s'est arrêtée en 1961 pour amorcer un déclin prononcé. Entre 1961 et 2006, la MRC des Basques a perdu 42 % de sa population. Certains villages de l'arrière-pays ont subi des pertes démographiques encore plus importantes. Le poids de la population de la MRC dans le total québécois a été réduit par trois entre 1951 et 2016, passant de 0,36 % à 0,11 %.		
La population de la MRC des Basques présente une structure d'âge marquée par un vieillissement notable, en comparaison avec la région du Bas-Saint-Laurent et la province de Québec. 
En 2021, la population totale s’élevait à 8 875 personnes. Voici les principales caractéristiques démographiques selon l'âge :
- Âge moyen : 50,4 ans, supérieur à la moyenne régionale (46,8 ans) et provinciale (42,8 ans).
- Âge médian : 56,8 ans, en nette hausse par rapport à celui du Bas-Saint-Laurent (50,4 ans) et du Québec (43,2 ans).

Répartition par groupes d’âge :
- 0 à 14 ans : 12,8 % de la population, contre 14,3 % au Bas-Saint-Laurent et 16,4 % au Québec.
- 15 à 64 ans : 53,4 %, significativement en dessous des moyennes régionale (58,1 %) et provinciale (63,0 %).
- 65 ans et plus : 33,8 %, bien au-dessus des moyennes régionale (27,6 %) et provinciale (20,6 %).
  - Parmi eux, 4,3 % ont 85 ans ou plus, comparé à 3,1 % dans le Bas-Saint-Laurent et 2,5 % au Québec.

| 1951   | 1961   | 1971   | 1981   | 1991   | 1996   | 2001  | 2006  | 2011  |
| ------ | ------ | ------ | ------ | ------ | ------ | ----- | ----- | ----- |
| 14 477 | 16 300 | 13 453 | 11 919 | 10 325 | 10 204 | 9 848 | 9 475 | 9 142 |

| 2016  | 2021  | - | - | - | - | - | - | - |
| ----- | ----- | - | - | - | - | - | - | - |
| 8 694 | 8 873 | - | - | - | - | - | - | - |

### Éducation
En 2020, le niveau de scolarité dans la MRC montre des différences marquées par rapport aux moyennes régionale et provinciale. 
Parmi la population âgée de 15 ans et plus :
- 23,8 % n’ont aucun certificat, diplôme ou grade, comparativement à 21,9 % dans le Bas-Saint-Laurent et 18,2 % au Québec.
- 53,3 % détiennent un certificat, diplôme ou grade d’études postsecondaires, un chiffre inférieur à la moyenne régionale (57,1 %) et provinciale (60,4 %).
  - Parmi ceux-ci, 41,5 % possèdent un diplôme postsecondaire inférieur au baccalauréat.
  - 11,7 % détiennent un baccalauréat ou un grade supérieur, bien en deçà des moyennes régionale (14,6 %) et provinciale (23,5 %).

Chez les individus âgés de 25 à 64 ans, qui représentent la principale population active :
- 65,4 % ont complété des études postsecondaires, contre 69,1 % dans le Bas-Saint-Laurent et 71,2 % au Québec.
- Le pourcentage de diplômés universitaires (baccalauréat ou grade supérieur) s’élève à 14,3 %, ce qui reste inférieur aux taux régional (18,5 %) et provincial (29,5 %).

### Emploi et activité économique
En 2020, la situation d'activité dans la MRC met en évidence des écarts significatifs par rapport aux moyennes régionale et provinciale :
- Taux d'activité : 52,9 %, inférieur à celui du Bas-Saint-Laurent (57,1 %) et de la province de Québec (64,1 %).
- Taux d'emploi : 49,5 %, également en deçà des moyennes régionale (52,8 %) et provinciale (59,3 %).
- Taux de chômage : 6,7 %, un chiffre légèrement meilleur que les taux régional (7,5 %) et provincial (7,6 %).

Sur une population totale de 7 380 personnes âgées de 15 ans et plus, environ 3 905 étaient actives, dont 3 650 occupaient un emploi, tandis que 3 475 étaient inactives.

### Revenu des familles économiques
En 2020, le revenu après impôt médian des familles économiques dans la MRC des Basques s’élevait à 67 000 $, un montant inférieur à la moyenne régionale du Bas-Saint-Laurent, qui était de 75 500 $, et à la moyenne provinciale québécoise, fixée à 84 000 $.

## Profil économique
L’économie de la MRC des Basques repose principalement sur l’agriculture, l’agroforesterie et les énergies renouvelables. Le secteur agroalimentaire joue un rôle central dans le dynamisme économique de la région. 
En 2017, on comptait 178 entreprises agricoles, malgré une diminution de 8 % depuis 2010. Les productions principales incluent la production laitière (53 entreprises), l’acériculture (52 entreprises) et les grandes cultures (22 entreprises), qui représentent 71 % des activités agricoles. Ce secteur a vu une consolidation, les revenus agricoles ayant augmenté de 31 % entre 2010 et 2017 pour atteindre 46 millions de dollars. Les productions laitière et porcine dominent, représentant respectivement 46 % et 23 % des revenus agricoles de la région.
L’acériculture a également connu une croissance notable, avec 839 287 entailles en 2017, soit 11 % du total régional. Par ailleurs, la production porcine a triplé ses revenus entre 2010 et 2017 grâce au développement de maternités biologiques, illustrant l’importance croissante de l’agriculture biologique, qui a enregistré une croissance de 214 % sur la même période.
La transformation alimentaire, bien que moins développée que dans d’autres MRC, bénéficie d’initiatives locales, notamment avec l’Atelier de transformation agroalimentaire des Basques. Cette coopérative favorise la transformation et la commercialisation de produits locaux, notamment les fruits et légumes.
En parallèle, le secteur énergétique se démarque avec le parc éolien communautaire Nicolas-Riou. Mis en service en 2018, il s’étend sur le territoire du TNO Boisbouscache et de plusieurs municipalités. Doté de 65 éoliennes Vestas pour une capacité totale de 224,25 MW, ce projet représente un investissement de 500 millions de dollars et génère des contributions annuelles de 1,1 million de dollars pour les MRC des Basques et de Rimouski-Neigette, sur une période estimée de 25 ans.
Enfin, le développement de produits forestiers non ligneux, tels que les champignons et les petits fruits, ainsi que des initiatives en agrotourisme et en transformation alimentaire, offrent des perspectives prometteuses pour diversifier l’économie locale.

## Galerie

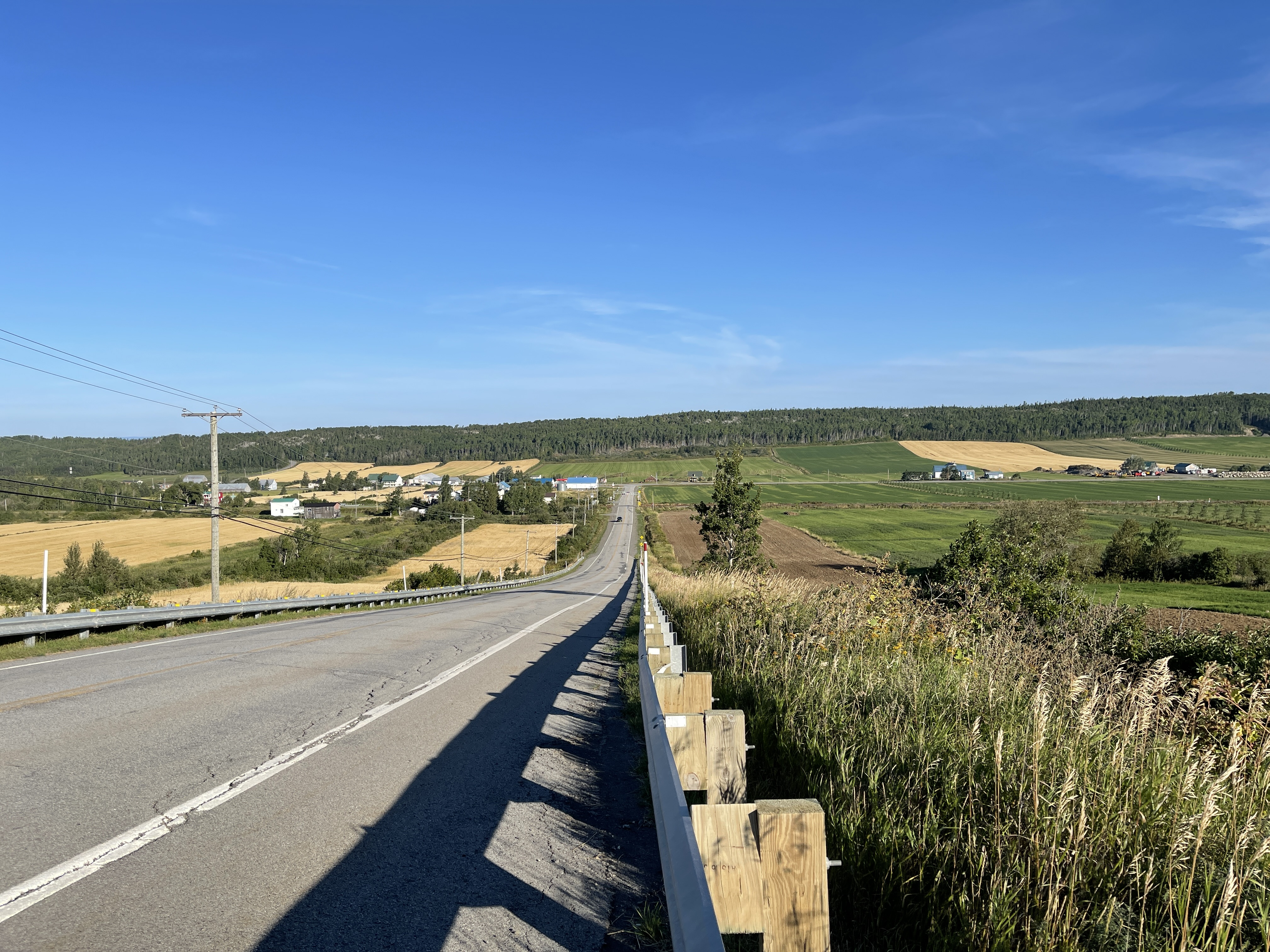
Monts Notre-Dame à Saint-Simon-de-Rimouski en 2022.
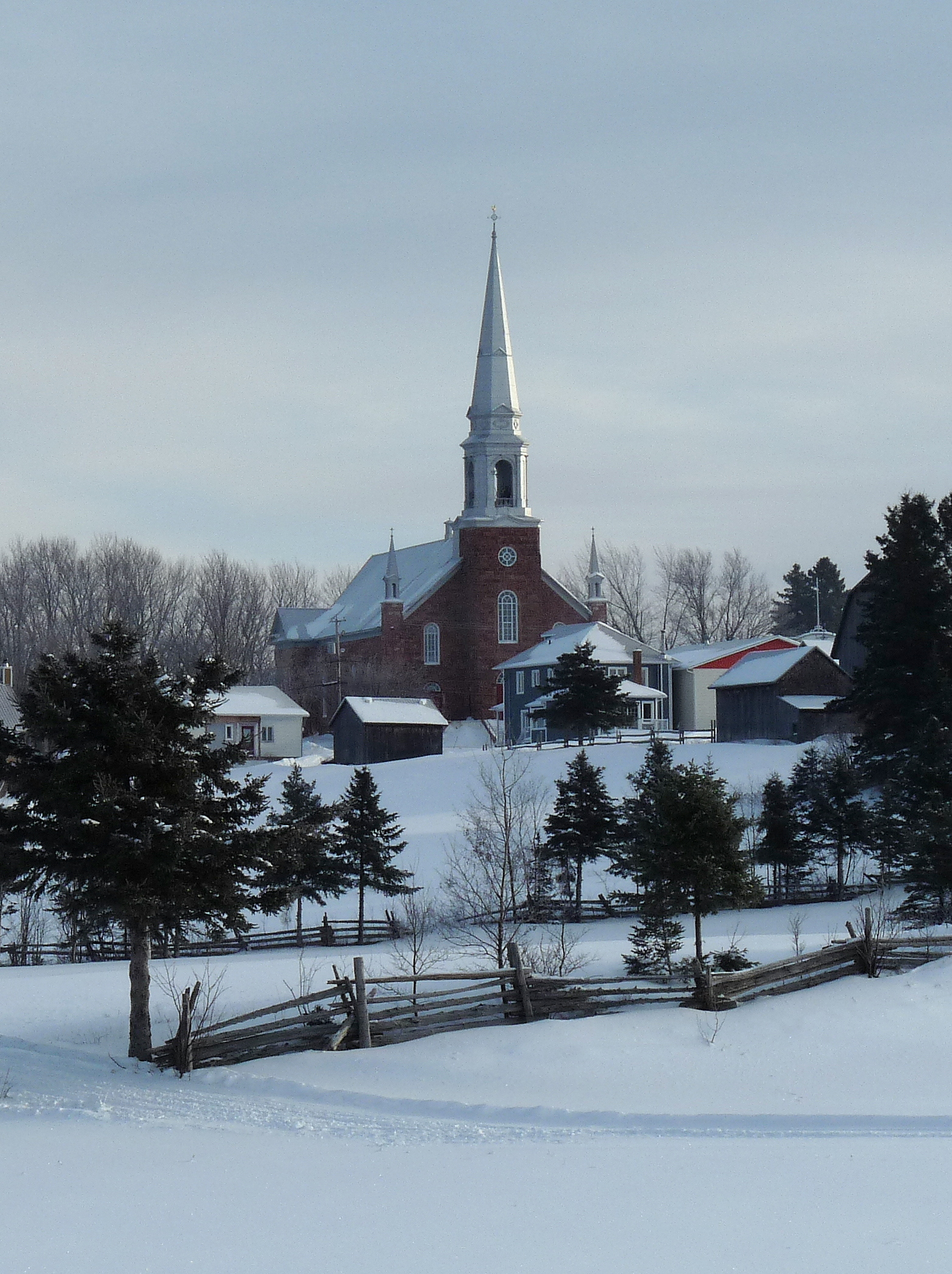
Église de Saint-Françoise en 2009.
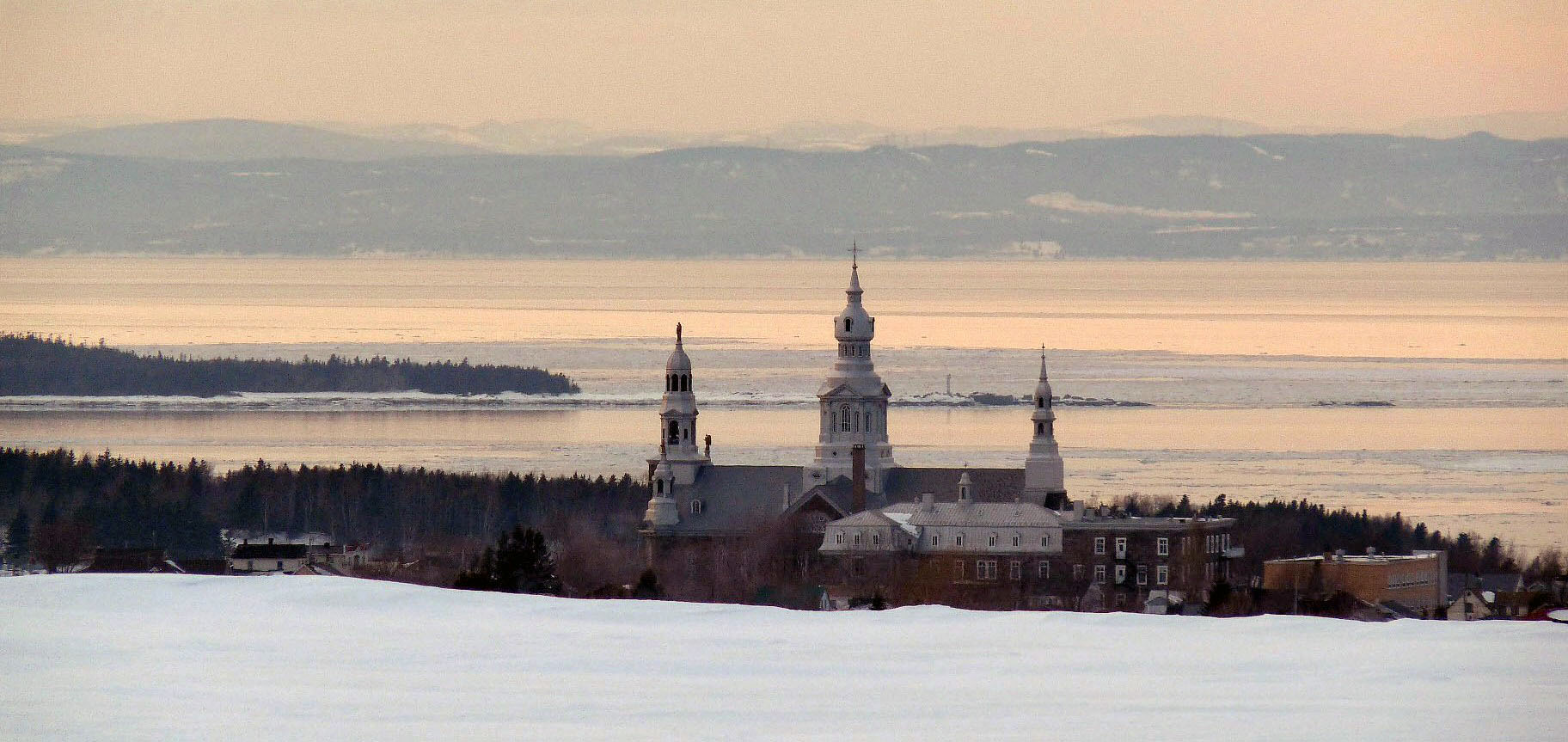
Trois-Pistoles avec le fleuve Saint-Laurent et l'île aux Basques en arrière-plan (2009).
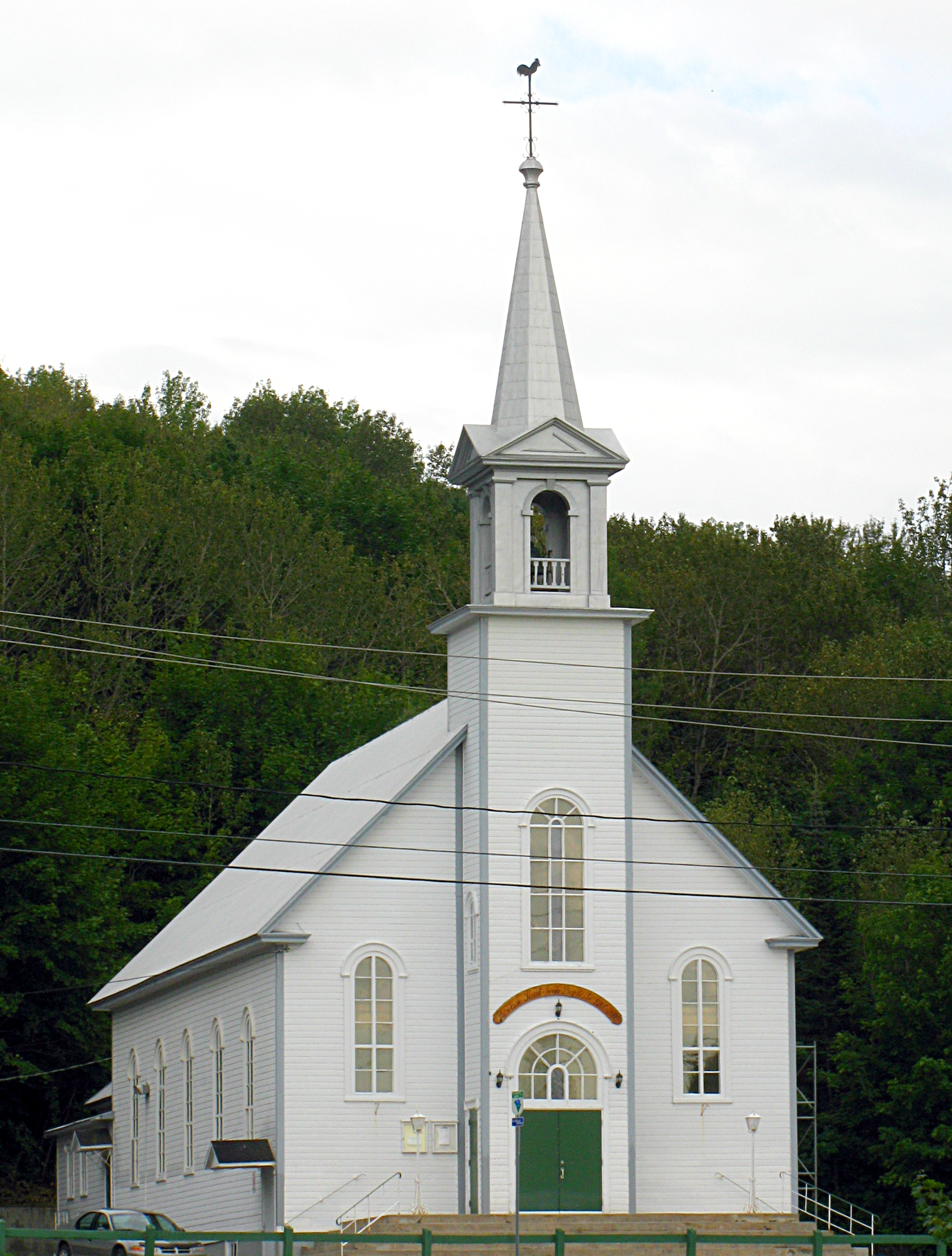
Église de Notre-Dame-des-Neiges en 2009.